# Perittoides
Perittoides is een geslacht van vlinders van de familie grasmineermotten (Elachistidae).

## Soorten
- P. ochrella Sinev, 1992